# Divociîna, Orativ
Divociîna (în ucraineană Дівочина) este un sat în comuna Sabarivka din raionul Orativ, regiunea Vinnița, Ucraina.

## Demografie
Componența lingvistică a localității Divociîna
     Ucraineană (75%)
     Rusă (25%)
Conform recensământului din 2001, majoritatea populației localității Divociîna era vorbitoare de ucraineană (75%), existând în minoritate și vorbitori de rusă (25%).